# Sniper (película)
Sniper (en Argentina: Blanco perfecto, en España: En el corazón de la jungla, en México: Operación: Francotirador) es una película estadounidense de acción de 1993, dirigida por Luis Llosa, escrita por Michael Frost Beckner y Crash Leyland, producida por Baltimore Pictures, distribuida por TriStar Pictures y protagonizada por el francotirador de la marina de Estados Unidos Thomas Beckett (Tom Berenger) y el agente de SWAT Richard Miller (Billy Zane) en una misión para asesinar a líderes rebeldes de las selvas de Panamá.

## Argumento
El sargento mayor de artillería Thomas Beckett (Tom Berenger), que además es marine de las Fuerzas de Reconocimiento y francotirador experimentado, se encuentra en una misión para asesinar a un líder rebelde panameño en la selva. Los acompaña el cabo Papich (Aden Young), que es observador. Una vez completada su misión, se retiran de forma encubierta del área para esperar la extracción. Debido a que se extraen erróneamente a la luz del día en lugar de por la noche, Papich es asesinado por un francotirador (armado con un Dragunov SVD). Beckett vuelve corriendo bajo fuego para llevar los restos de Papich al helicóptero.
Más tarde, Beckett se empareja con un civil sin experiencia, Richard Miller (Billy Zane), para eliminar al general rebelde Miguel Álvarez financiado por el narcotraficante colombiano, Raúl Ochoa. Miller es medallista olímpico y francotirador del equipo SWAT, pero no tiene experiencia en combate, operaciones en la jungla o asesinatos confirmados a su nombre. Miller también recibe órdenes de sus superiores de matar a Beckett si este amenaza o compromete la operación encubierta para eliminar tanto a Álvarez como a Ochoa. Mientras se dirigía al área de preparación, el helicóptero UH-1 de Miller es disparado por un guerrillero armado con un rifle AK-47. Varios miembros de la tripulación y los pasajeros del helicóptero mueren. Con su rifle Heckler & Koch SR9TC fijo en el atacante, Miller es decididamente incapaz de dispararle; en cambio, el artillero de la puerta del helicóptero, herido de muerte, mata, pero el aviador superviviente del avión cree que Miller hizo el tiro crucial, lo que le valió a Miller una reputación falsa.
En la misión, Beckett insiste en desviarse del plan que le dieron a Miller. Esto, junto con el hecho de que Miller no tiene experiencia profesional o aptitudes para las operaciones en la jungla, genera fricciones entre los dos. Al principio, se encuentran con un grupo de indígenas, que acceden a dejarlos atrás de la guerrilla rebelde, a cambio de un favor: deben aceptar eliminar a El Cirujano (Ken Radley), un exagente de la CIA y experto en torturas que ha estado ayudando a los rebeldes. Beckett acepta hacerlo.
Incierto de la confiabilidad de Miller y escéptico sobre su "muerte" mientras recientemente estaba a bordo del helicóptero UH-1, le dice a Miller que mate a El Cirujano para demostrar su valía. Sin embargo, cuando llega el momento, Miller vuelve a fallar al disparar primero un "tiro de advertencia", seguido de un tiro a la cabeza de Cirujano. Cirujano es capaz de esquivar el disparo en la cabeza agachándose por debajo en el río en el que ha estado nadando. En el subsiguiente tiroteo con los guerrilleros alarmados, uno de los indígenas muere. Aunque los indios no culpan directamente a Beckett ni a Miller, retiran más ayuda.
De camino al objetivo, se dan cuenta de que otro francotirador los sigue. Se dirigen a un pueblo para contactar a su informante, un sacerdote, solo para descubrir que ha sido torturado y asesinado por los hombres de Álvarez mucho antes de que ellos llegaran. Beckett especula en voz alta que es obra de El Cirujano, cuestionando la credibilidad de Miller. Esa noche, Beckett marca su rastro con un pequeño trozo de basura para cebar al seguidor, el francotirador que mató a Papich, en una trampa y usa a Miller como cebo para sacar al francotirador de su escondite y sacarlo.
Los dos hombres finalmente llegan a la hacienda del General . Mientras esperan que surjan sus objetivos, descubren que Cirujano está vivo después de todo. Miller no está muy bien escondido y es descubierto por uno de los guardias que intenta acercarse sigilosamente a Miller. Beckett mata al atacante de Miller mientras que Miller saca al capo de la droga. Al verse obligado a salvar la vida de Miller en lugar de matar al general, Beckett insiste en volver para eliminar al general. La negativa de Miller a completar la misión conduce a un intercambio de disparos entre Beckett y Miller. Miller cesa después de quedarse sin municiones y sufre un colapso mental y emocional con alucinaciones.
Mientras los rebeldes se acercan a los dos, Beckett intenta proporcionar fuego de cobertura para Miller. Al verse superado en número, se rinde a los rebeldes y, sabiendo que Miller está mirando, expulsa sigilosamente una bala de la recámara de su rifle mientras lo sostiene en alto, luego deja caer la bala al suelo; Miller lo recoge después de que se llevan a Beckett.
Con la noche acercándose, Miller va al sitio de extracción, pero en lugar de abordar el helicóptero UH-1, se dirige al campamento base, donde mata al general con su cuchillo. Encuentra a Beckett siendo torturado por El Cirujano, quien le ha cortado el dedo en el gatillo de la mano derecha de Beckett. Beckett ve a Miller en la distancia y usa una estratagema para distraer a Cirujano y pronunciar la instrucción de Miller para matarlos a ambos con un solo disparo. En cambio, Miller se apega a "un disparo, una muerte" y dispara a Cirujano en la cabeza. Los dos corren hacia el helicóptero UH-1 para la extracción, y Beckett una vez más salva la vida de Miller: usando su mano izquierda, usa la pistola confiscada de Cirujano para disparar a un francotirador que lo emboscó. La escena final muestra a Beckett y Miller en el camino de regreso a casa a bordo del UH-1.

## Reparto
- Thomas Beckett (Tom Berenger).
- Richard Miller (Billy Zane).
- Chester Van Damme (J.T. Walsh).
- Doug Papich (Aden Young).
- El Cirujano (Ken Radley).
- Cacique (Reynaldo Arenas).
- Ripoly (Tyler Coppin).

## Armas usadas en la película
En la película, Beckett utiliza un M40, Miller utiliza un SR9T y un Barrett M50, y el francotirador enemigo usa un SVD Dragunov.

## Secuelas
La película a dado lugar a numerosas secuelas, siendo sucedida por las películas: Sniper 2 (2002), Sniper 3 (2004), Sniper: Reloaded (2011), Sniper: Legacy (2014), Sniper: Ghost Shooter (2016), Sniper: Ultimate Kill (2017), Sniper: Assassin's End (2020), Sniper: Rogue Mission (2022), Sniper: G.R.I.T. - Global Resonse & Intelligence Team (2023) y Sniper: The Last Stand (2025).